# St. Nikolaus (Gunzesried)

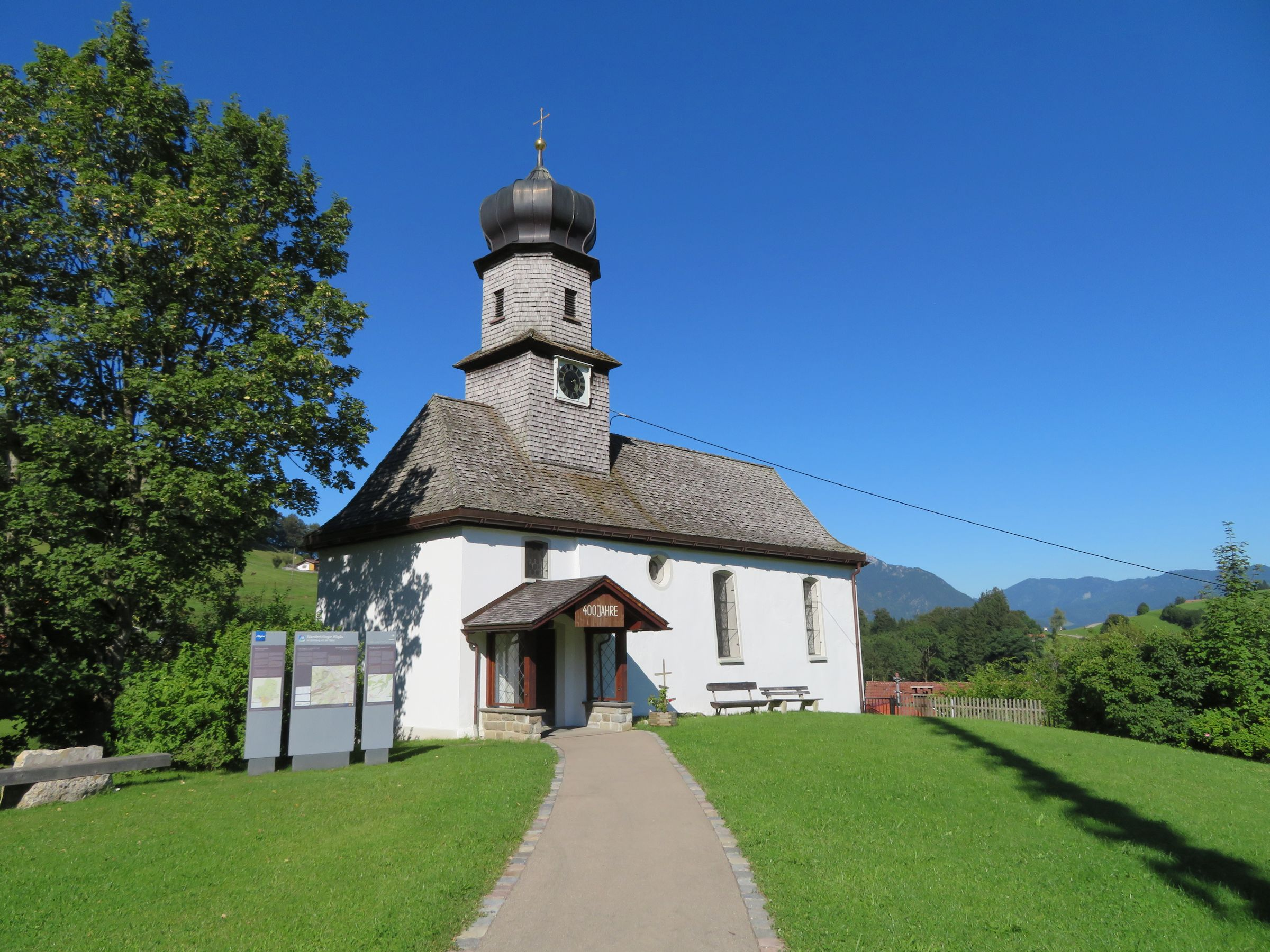
St. Nikolaus (Gunzesried)

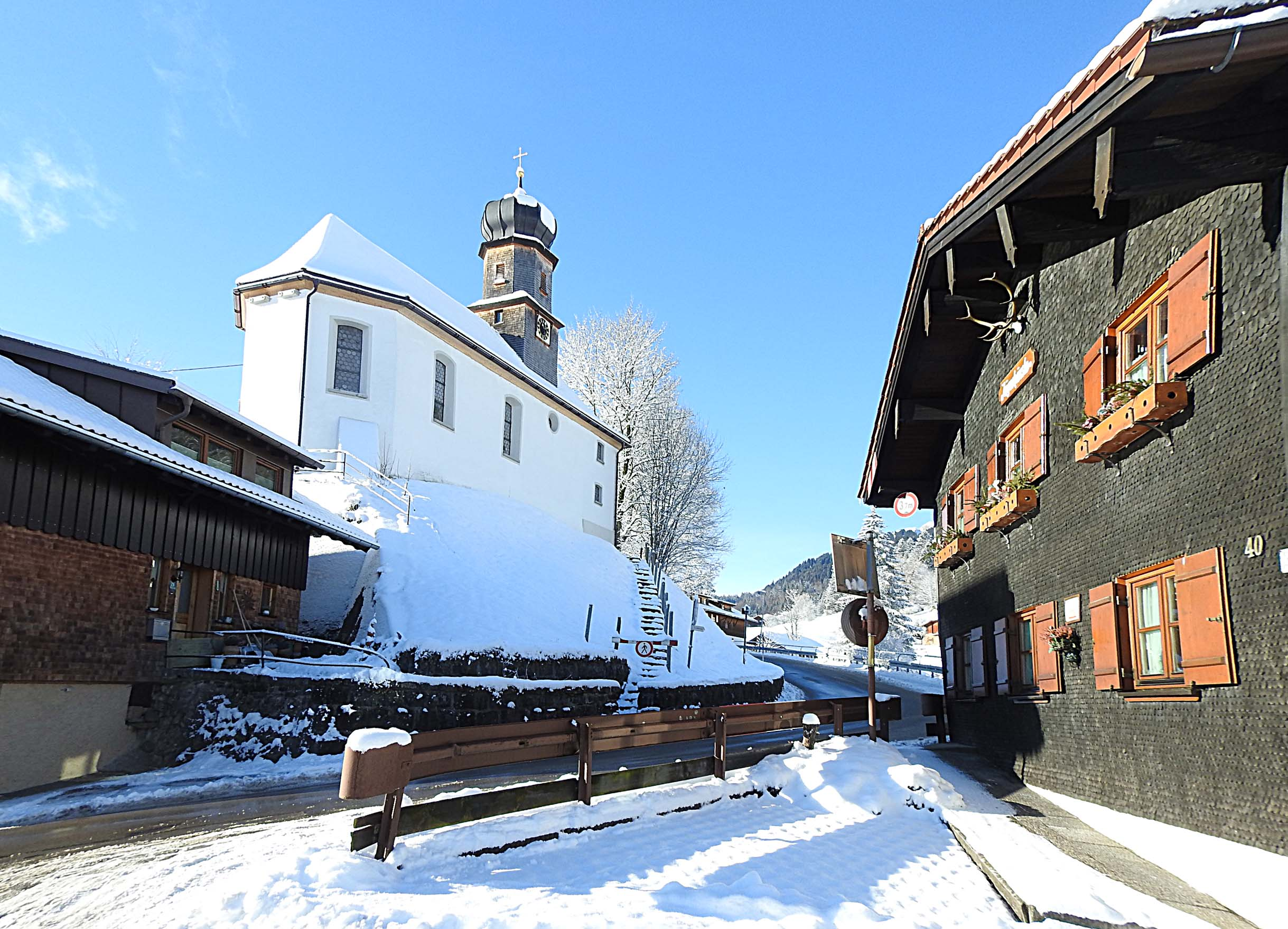
Kapelle St. Nikolaus in Gunzesried von Nordosten

Der Allerseligsten Jungfrau und dem hl. Nikolaus ist die Kapelle in Gunzesried geweiht. Das Bauwerk stammt aus dem Jahr 1612. Der Rechteckbau mit dreiseitigem Schluss und Dachreiter mit Zwiebelhaube in der Talstraße 31 wurde als Baudenkmal eingestuft.

## Geschichte
Ein erstes Kirchengebäude in Gunzesried wurde wohl im 8. Jahrhundert von christlichen Missionaren des Klosters St. Gallen errichtet. Dieses aus Holz errichtete Bauwerk fiel vermutlich einem Brand zum Opfer. Es wurde durch die steinerne Kapelle ersetzt, die am 12. Dezember 1612 zu Ehren der Allerseligsten Jungfrau und des heiligen Nikolaus geweiht wurde. Der Generalvikar des Bistums Konstanz, der diese Weihe vornahm, firmte bei dieser Gelegenheit auch gleich 333 Angehörige der Pfarrei Seifriedsberg, darunter zahlreiche Erwachsene.
Der Kaplan im Spital zu Sonthofen Johann Bechteler stiftete im Jahr 1713 eine Wochenmesse für die Armen Seelen in Gunzesried. 1722 erhielt die Kapelle einen neuen Plattenboden, 1727 wurden ihre Fenster vergrößert, der Chorbogen geändert und neue Decken wurden eingezogen. Aus dem Jahr 1784 stammt ein Beleg, laut dem die Gemeinde Gunzesried dem Bühler Schreiner 140 Gulden für einen Altar bezahlte. Dieser Rokokoaltar enthält die Figuren der Madonna, des heiligen Magnus und des heiligen Nikolaus. Der Altarraum ist mit einem kleinen Deckengemälde versehen, auf dem die Heilige Familie zu sehen ist.
1796 sah sich Gunzesried durch die Franzosen bedroht. Die Einwohner gelobten, künftig das Nikolausfest alljährlich mit Predigt und Amt zu feiern, und hielten dieses Versprechen zum Dank für die Errettung seitdem auch ein.
Um 1811 beantragte die Ortsgemeinde Gunzesried die Einrichtung einer eigenen Pfarrei. Im Gegenzug wollte sie ein Pfarrheim errichten und die Schule in dessen Nähe verlegen; auch die Gehaltsfrage wurde weitgehend geklärt. Doch 1813 waren nur noch 49 Gunzesrieder für diesen Plan zu haben. Man befürchtete unter anderem, dass Tiefenberg, Schweineberg, Wielenberg und Hüttenberg sich nach Ofterschwang eingemeinden lassen würden, so dass die Kosten sich sehr konzentriert hätten. 1814 schlug die Regierung vor, Bihlerdorf, Seifriedsberg und Oberzollbrücke nach Blaichach umzupfarren. Dies stieß bei den Gunzesriedern aber auf erbitterten Widerstand und man entschloss sich, bei der bisherigen Mutterkirche zu bleiben. Ab dieser Zeit wurde in Gunzesried im Sommer durch den Kaplan die Christenlehre gehalten und die Kapelle erhielt das Recht, das Allerheiligste zu beherbergen, weshalb ein Tabernakel in den Altar eingefügt werden musste.
Nach einem Blitzeinschlag mussten die herabgerissene Holzdecke und die Mauern der Kapelle repariert werden. 1838 wurde durch Anna Maria Bandel ein Kelch gestiftet, 1849 erhielt die Kapelle eine neue Glocke, die bei Johann Niederweiser in Augsburg gegossen worden war.
1859 wurde die Kapelle renoviert. Bei dieser Gelegenheit integrierte man eine neu angeschaffte Marienfigur in den Altar. Die Kreuzwegstationen aus dem 18. Jahrhundert wurden mit neuen Rahmen von Schreiner Eß in Schöllang versehen.
1878 rutschte die Ostseite der Kapelle, die auf einem steil abfallenden Hügel steht, ab. Maurermeister Zollichofer sicherte diese Seite des Berges daraufhin mit Stützmauern und baute die Ostwand sowie die Ostteile der Schrägwände neu auf.
1894 wurde durch den Jagdaufseher Serafin Waibel eine zweite Glocke gestiftet.
Im Jahr 1910 wurde die westliche Wand der Kapelle abgerissen und ein Vorzeichen angebaut; im selben Jahr erfolgte die Renovierung der Kapelle durch den Maler H. Barth aus Sonthofen.
Im Ersten Weltkrieg musste das Geläute abgegeben werden. 1920 wurde es durch zwei neue Glocken ersetzt.
Die Werkstätte Joseph Lutz aus Leutkirch führt im Jahr 1950 eine Renovierung der Kapelle durch, die 1952 einen neuen Kelch mit Patene erhielt und 1961 mit einem Harmonium ausgestattet wurde. 1966 wurde das Dach frisch geschindelt.

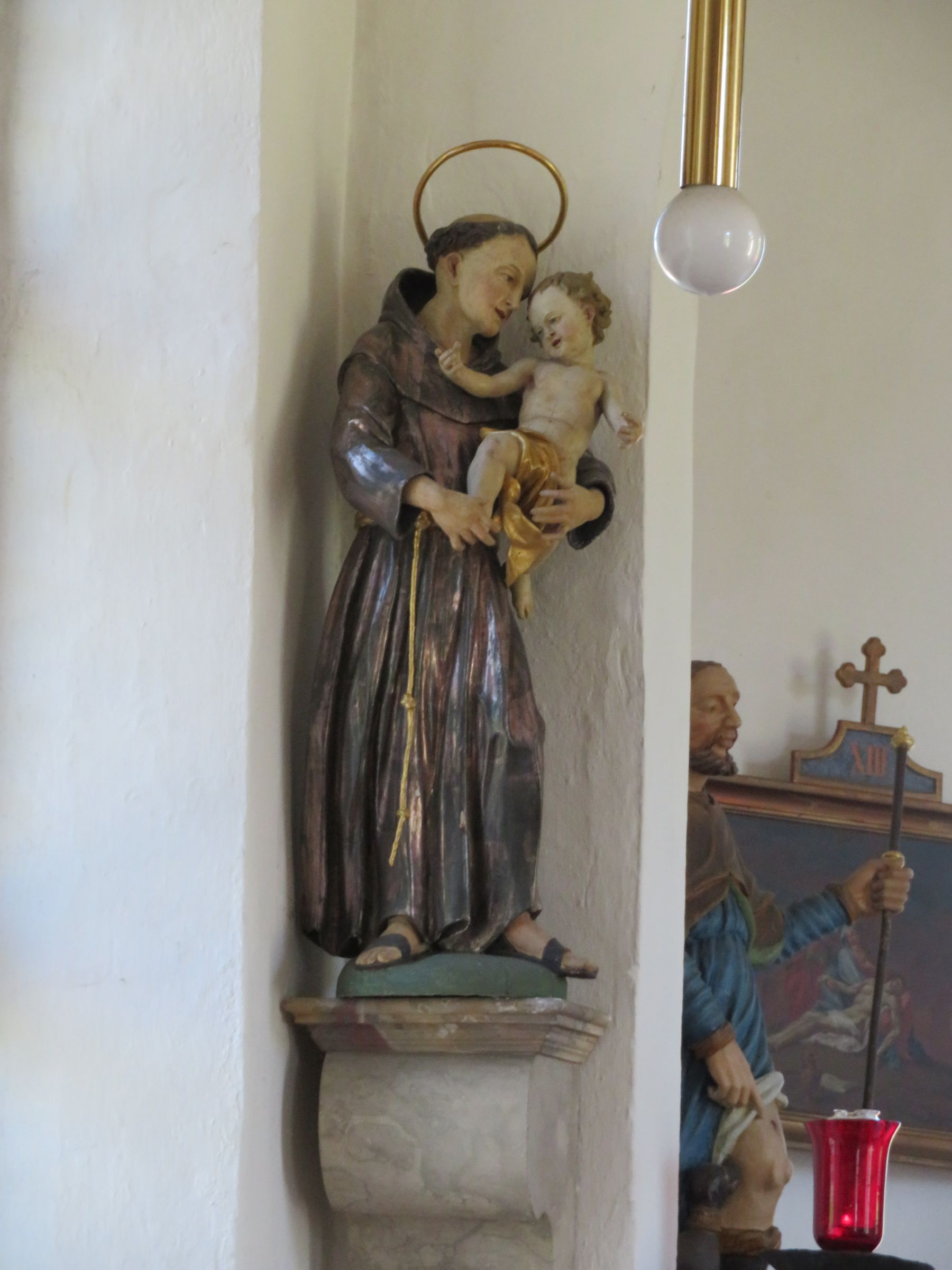
Heiligenfiguren in der Kapelle

Die Stützmauer unter der Kapelle brach 1967 erneut herunter und musste wieder aufgebaut werden. Das Malerehepaar Karl und Helene Hofmann sorgte in den Jahren 1969 und 1972 für einen neuen Innen- bzw. Außenanstrich. Die Schreinerei Hans Waibel baute 1972 das alte Kirchengestühl und einen Beichtstuhl aus der abgerissenen alten Pfarrkirche in die Kapelle in Gunzesried ein. 1975 schaffte man eine elektronische Orgel an und erneuerte die Holzverkleidung in der Kapelle. Seit 1991 werden die Kunstgegenstände in der Kapelle durch ein Gitter geschützt.
Anlässlich des 200-jährigen Jubiläums des Kapellengelübdes wurde in den Jahren 1995 und 1996 die Kapelle durch den Restaurator Diringer renoviert und mit drei Bildern an der Emporenbrüstung versehen.
Die Kapelle, deren zwei Turmuhren durch ein Uhrwerk aus dem 16. Jahrhundert angetrieben werden, enthält mehrere teils plastische Kunstwerke. Auf der linken Seite befinden sich auf dem Sakristeischrank ein Bildnis des heiligen Rochus aus dem Jahr 1739, am Chorbogen eines des heiligen Antonius von Padua aus dem 18. Jahrhundert und ein heiliger Sebastian von 1739. Ferner ist hier ein Kreuz mit einer knienden Maria Magdalena aus dem 18. Jahrhundert zu finden, bei dem sich steinerne Gedenktafeln befinden, sowie ein Bild des heiligen Bruders Konrad und eine Fatimamadonna, die ein Kurgast gestiftet hat.
Auf der rechten Seite am Chorbogen findet sich ein heiliger Nepomuk aus dem 17. Jahrhundert, ein Kreuz von 1770 und ein heiliger Nikolaus aus dem 17. Jahrhundert, ferner ein Bild des heiligen Antonius. Hinten in der Kapelle befindet sich mittig ein Bild des heiligen Aloysius.